# 景翠
景翠（?—?），景氏，战国时期楚国人，一作景痤。
官至柱国，爵位执珪。前312年，楚怀王命他围攻韩国的雍氏（今河南省禹州市东北）。秦国救韩国攻打楚国，被韩国、秦国反包围。他联合齐国，进攻秦国、魏国、韩国三国。